# آژیره

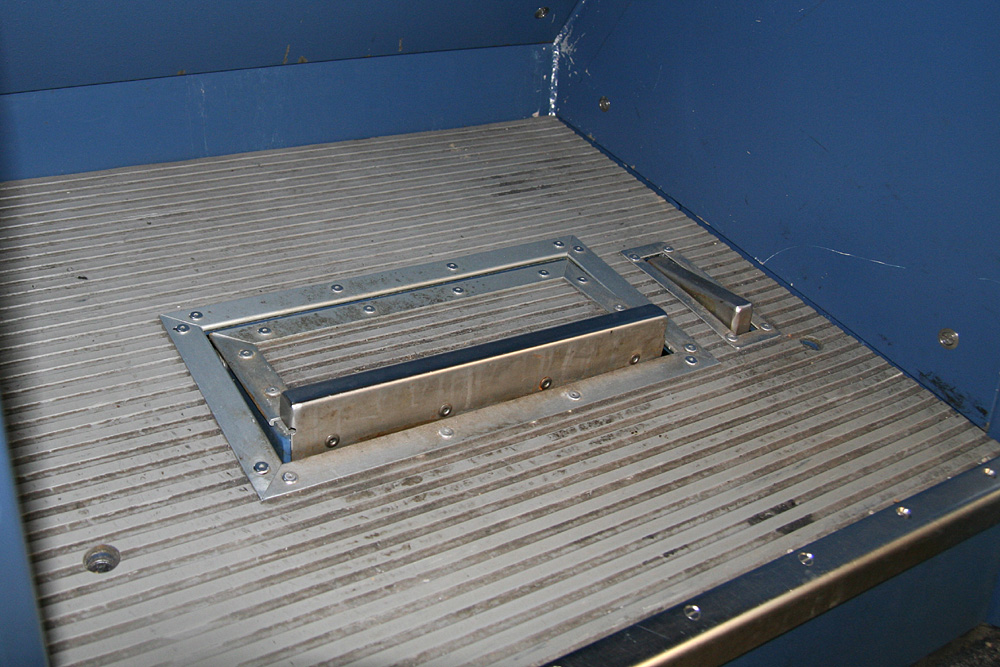
پدال آژیره.

در راه‌آهن، آژیره دکمه یا پدالی است که لکوموتیوران باید در فواصل زمانی معینی مثلاً هنگام عبور از کنار علامت هشدار فشار دهد، در غیر این صورت ترمز خودبه‌خود به کار می‌افتد.